# Hortobágy
Hortobágy je nacionalni park koji se proteže na preko 800 km² kroz Pustaru (mađarski: Puszta), stepsko područje istočne Mađarske s bogatim folklorom i kulturnom poviješću. Nacionalni park Hortobágy je dio Velike mađarske ravnice (Alföld); najveće zaštićeno područje u Mađarskoj i najveća travnata površina u Europi.
Osim domaćih životinja (racka ovca, mađarsko sivo govedo) koje se uzgajaju na tradicionalni način (čikoši, konjanici-pastiri), Hortobágy je dom mnogim vrstama ptica (342 vrste) kao što je npr. sivi ždral.
Najznamenitija građevina je "Most s devet grla", a mogu se vidjeti i mnogi bunari s tradicionalnim hvataljkama u obliku slova "T".

## Povijest
Pusta Hortobágy se formirala oko 10.000 godina kad se rijeka Tisa probijala Velikom mađarskom ravnicom prekidajući tokove mnogih potoka sa sjevernih planina. Formiranje su dovršile životinje koje su pasle kao što su mastodonti i divlji konji, tijekom Ledenog doba.
Tijekom komunističke opresije, Hortobágy je postao mjesto gdje su mađarski staljinisti odvodili svoje političke protivnike na prisilni rad, osobito nakon rezolucija sovjetskog Informbiroa. Djelovao je na uzoru sovjetskih gulaga u Sibiru, a poput Golog otoka u SFR Jugoslaviji i logora Bărăgan u Rumunjskoj.
Nacionalni park Hortobágy je 1973. godine postao prvim mađarskim nacionalnim parkom.
- Hortobágy kod Hajdúdoroga
- Hortobaški slikoviti bunari
- Most s devet rupa kod naselja Hortobágy
- Mađarsko sivo govedo na pustari
- Jezero Tisa

## Vanjske poveznice
- Nacionalni park Hortobágy - Puszta  Arhivirana inačica izvorne stranice od 28. veljače 2021. (Wayback Machine)